# متاسایک
متاسایک (انگلیسی: MetaCyc) یکی از بزرگترین پایگاه‌های داده موجودِ کنونی دربارهٔ مسیرهای سوخت‌وساز و آنزیم‌ها است. اطلاعات موجود در آن به‌صورت دستی از مطالب علمیِ استخراج‌شده، تهیه شده و تمامی حوزه‌های زیستی را پوشش می‌دهد. متاسایک حاوی اطلاعات گسترده‌ای دربارهٔ ترکیبات شیمیایی، واکنش‌ها، مسیرهای سوخت‌وسوز و آنزیم هاست که از بیش از ۵۸٬۰۰۰ مقاله یا کتاب گزینش و جمع‌آوری شده‌است.
متاسایک کارکردهای گوناگونی داد. بیشتر از آن به عنوان دانشنامهٔ برخط سوخت‌وساز استفاده می‌شود. علاوه بر این، از متاسایک به عنوان مجموعه دادهٔ مرجع جهت پیش‌بینی محاسباتی شبکهٔ متابولیک موجودات زنده از ژنوم توالی‌یابی‌شده‌شان استفاده می‌شود. همچنین از متاسایک جهت پیش‌بینی مسیرهای سوخت‌وساز هزاران موجود زنده از جمله آنهایی که در «مجموعه پایگاه داده بایوسایک» گردآوری شده، استفاده می‌شود. از متاسایک در پژوهش‌های «مهندسی سوخت‌وساز» و «متابونومیکس» هم استفاده می‌گردد.
متاسایک حاوی بررسی‌های علمی مسیرها و آنزیم‌ها است و اطلاعات پس‌زمینه، منابع علمی، اطلاعات گسترده و دقیق دربارهٔ تک‌تک آنزیم‌ها، زیرواحدهای ساختاری، کوفاکتورها، فعال‌کننده‌ها و بازدارنده‌ها، سوبستراهای مخصوص به‌خود، و گاهی ثابت‌های کینتیک است. داده‌های متاسایک دربارهٔ متابولیت‌ها شامل ساختار شیمیایی، انرژیِ تشکیل استاندارد پیش‌بینی شده و پیوندهایی به منابع بیرونی است. واکنش‌های شیمیایی در متاسایک به‌صورت بصری نمایش داده می‌شوند که ساختمان تمامی ترکیبات را هم نشان می‌دهد. واکنش‌ها به تعادل رسیده هستند و شامل عدد گروه آنزیم، سمت‌وسوی واکنش، نگاشت پیش‌بینی‌شدهٔ اتم‌ها که ارتباط میان آنان در محصولات اولیه و نهایی واکنش نشان می‌دهد و سرانجام انرژی آزاد گیبس محاسبه‌شده‌است.
همه چیز در وبگاهِ متاسایک قابل کلیک‌کردن است و دسترسی آسان را مطالب مرتبط مهیا می‌کند. به‌عنوان مثال، صفحهٔ مربوط به اِل-لیزین تمامی واکنش‌هایی را که این ماده در آنها حضور دارد، و همچنین تمامی آنزیم‌های کاتالیزه‌کننده و مسیرها شیمیایی را که واکنش‌ها طی آن رخ می‌دهند، فهرست می‌کند.